# NGC 1990
NGC 1990 је расејано звездано јато у сазвежђу Орион које се налази на NGC листи објеката дубоког неба.
Деклинација објекта је - 1° 12' 5" а ректасцензија 5h 36m 12,8s. Привидна величина (магнитуда) објекта NGC 1990 износи 13,1. NGC 1990 је још познат и под ознакама LBN 940, Epsilon Ori nebula.